# Réunion : Destins brisés
Pour les articles homonymes, voir Reunion.
Réunion : Destins brisés (Reunion) est une série télévisée américaine en 13 épisodes de 42 minutes, créée par Jon Amiel et Jon Harmon Feldman ; seulement neuf épisodes ont été diffusés entre le 8 septembre 2005 et le 15 décembre 2005 sur le réseau FOX.
En France, la série a été diffusée à partir du 13 septembre 2006 sur TF6.

## Synopsis
Cette série met en scène vingt ans de la vie de six amis qui se connaissent depuis le lycée, dans la ville de Bredford, État de New York. Chaque épisode raconte la vie du groupe d'amis sur une année, et cela depuis l'année de leur sortie du lycée, en 1986, mais aussi leur vie actuelle. Confrontés au meurtre de l'un des leurs lors d'une réunion d'anciens élèves en 2006, ils sont interrogés tour à tour par l'inspecteur Marjorino. On ne connaît pas l'identité de la victime avant le cinquième épisode.

## Distribution
- Sean Faris (V. F. : Fabrice Trojani) : Craig Brewster
- Alexa Davalos (V. F. : Laurence Sacquet) : Samantha Carlton
- Will Estes (V. F. : Anatole de Bodinat) : Will Malloy
- Dave Annable (V. F. : Paolo Domingo) : Aaron Lewis
- Chyler Leigh (V. F. : Julie Turin) : Carla Noll
- Amanda Righetti (V. F. : Fily Keita) : Jenna Moretti

## Personnages
- Craig Brewster : fils de Russel Brewster, futur homme politique.
- Samantha Carlton : petite amie de Craig depuis le lycée. Par la suite, elle devient sa femme.
- Will Malloy : meilleur ami de Craig, amoureux secret de Sam, et aussi père de la fille cachée de Sam, Amy. Lors des récits de l'année 2006, on découvre que Will est un prêtre.
- Aaron Lewis : geek qui a quitté le MIT pour vendre des technologies à Prague. Il crée ensuite une entreprise Internet et devient millionnaire. Son mariage avec Pascale, une Française avec qui il a eu deux filles est mis à mal par son amour éternel pour Carla.
- Carla Noll : meilleure amie d'Aaron et aussi son admiratrice secrète depuis le collège. C'est une photographe qui a du mal à percer, et qui a vécu une histoire d'amour avec le père adoptif d'Amy qui s'est mal terminée.
- Jenna Moretti : actrice ayant eu son quart d'heure de gloire à la fin des années 80, elle s'installe à Los Angeles avant de revenir à New York faute de contrats.

## Épisodes
1. 1986 (1986)
2. 1987 (1987)
3. 1988 (1988)
4. 1989 (1989)
5. 1990 (1990)
6. 1991 (1991)
7. 1992 (1992)
8. 1993 (1993)
9. 1994 (1994)
10. 1995 (1994)
11. 1996 (1996)
12. 1997 (1997)
13. 1998 (1998)

## Commentaires
- La série était originellement planifiée sur 22 épisodes afin de conclure à la réunion en 2006.
- La série a connu des audiences basses et la diffusion s'est arrêtée au neuvième épisode alors que treize épisodes avaient été tournés. L'identité du tueur n'a donc pas été révélée.